# Női 3 méteres szinkronugrás a 2014-es úszó-Európa-bajnokságon
A női 3 méteres szinkronugrást a 2014-es úszó-Európa-bajnokságon augusztus 23-án rendezték meg. Délben a selejtezőt, majd késő délután a döntőt.
A kontinensviadal az olasz Tania Cagnotto, Francesca Dallapé duó győzelmével ért véget. Az ezüstérmet a német Tina Punzel, Nora Subschinski páros, a bronzot pedig az ukrán Olena Fedorova, Hanna Piszmenszka duó szerezte meg. A Kormos Villő és Gondos Flóra alkotta magyar kettős a finnekkel holtversenyben hetedik lett.

## Eredmény
Zölddel kiemelve a döntőbe jutottak.
| Helyezés | Ország             | Versenyző                           | Selejtező | Selejtező | Döntő   | Döntő  |
| Helyezés | Ország             | Versenyző                           | Rangsor   | Pontok    | Rangsor | Pontok |
| -------- | ------------------ | ----------------------------------- | --------- | --------- | ------- | ------ |
| Arany    | Olaszország        | Tania Cagnotto / Francesca Dallapé  | 1.        | 306,60    | 1.      | 328,50 |
| Ezüst    | Németország        | Tina Punzel / Nora Subschinski      | 4.        | 289,50    | 2.      | 313,50 |
| Bronz    | Ukrajna            | Olena Fedorova / Hanna Piszmenszka  | 2.        | 298,80    | 3.      | 307,20 |
| 4.       | Oroszország        | Diana Csaplieva / Nagyezsda Bazsina | 5.        | 286,50    | 4.      | 306,00 |
| 5.       | Hollandia          | Inge Jansen / Uschi Freitag         | 6.        | 278,10    | 5.      | 302,70 |
| 6.       | Egyesült Királyság | Hannah Starling / Alicia Blagg      | 3.        | 291,27    | 6.      | 297,87 |
| 7.       | Magyarország       | Kormos Villő / Gondos Flóra         | 7.        | 252,06    | 7.      | 253,59 |
| 7.       | Finnország         | Iira Laatunen / Taina Karvonen      | 8.        | 250,20    | 7.      | 253,59 |
| 9.       | Görögország        | Ioulianna Banousi / Eleni Katsouli  | 9.        | 230,88    |         |        |